# Cinéma Galeries

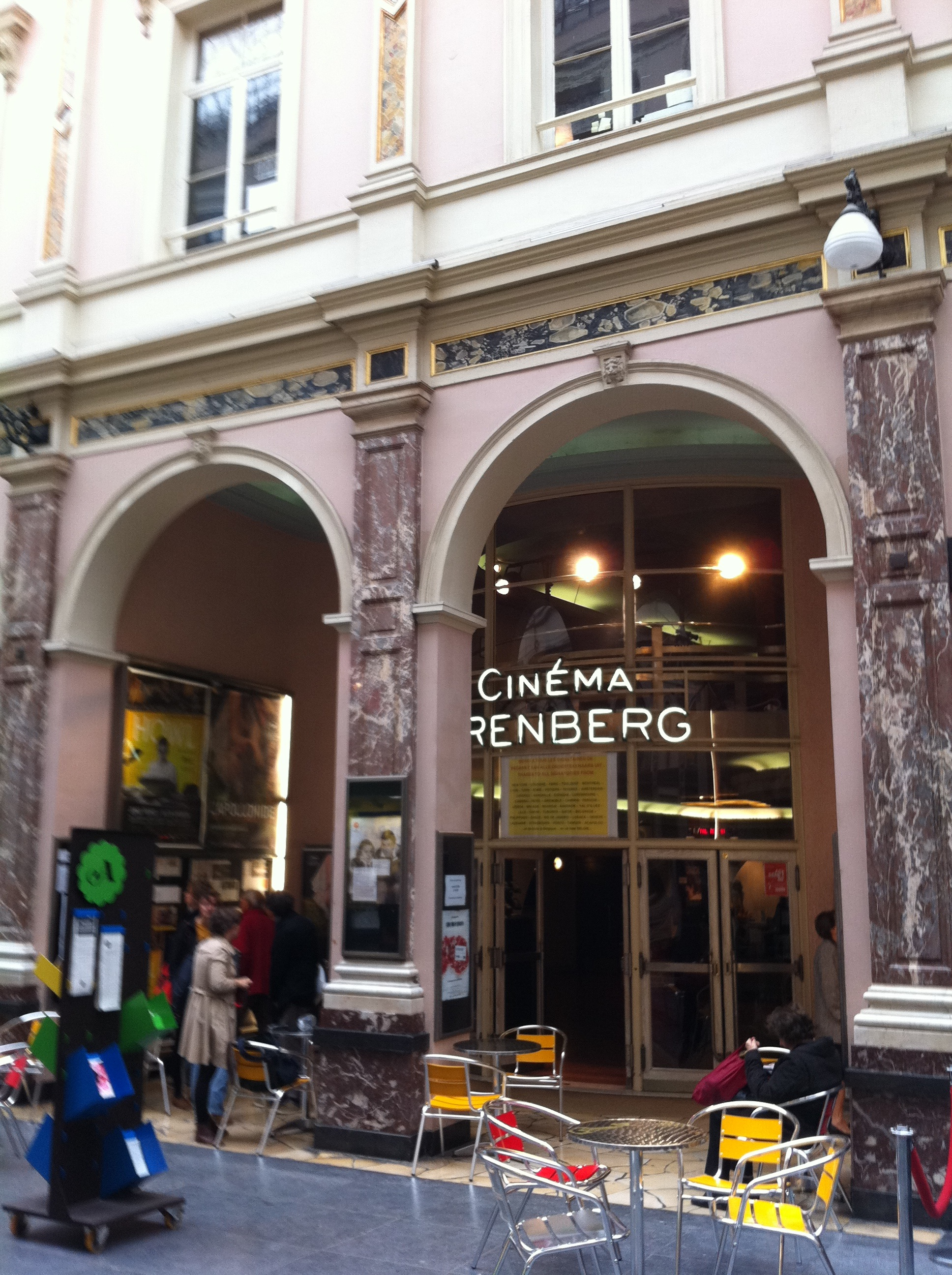
De bioscoop - toen nog Arenberg - in 2011.

Cinéma Galeries is een bioscoop in de Sint-Hubertusgalerijen van Brussel. Behalve twee cinemazalen telt het beschermde gebouw ook een 1000 m² grote ondergrondse tentoonstellingsruimte.

## Geschiedenis

#### Oprichting
De bioscoop werd gebouwd door architect Paul Bonduelle op verzoek van de broers Oswald en Robert Putzeys, die sinds 1927 de Studio des Beaux-Arts runden. Hij werd in 1939 ingehuldigd onder de naam 'Cinéma des Galeries', afgeleid van de locatie in de Galeries Royales Saint-Hubert. De opening gaf aanleiding tot een "bijzonder geslaagd" gala waarbij de nieuwe film Premier amour van Deanna Durbin werd toegejuicht.
Omdat de bouw plaatsvond aan het begin van de Tweede Wereldoorlog, werden er natuurlijk grote ondergrondse schuilkelders gebouwd onder de bioscoop. Ze werden ontworpen met het idee om alle toeschouwers te kunnen beschermen in het geval van een bombardement of zelfs een gasaanval.
Oorspronkelijk bestond de bioscoop uit een enkele zaal met 600 zitplaatsen. In 1973 werd deze zaal, met toestemming van de architect, horizontaal opgedeeld in twee boven elkaar liggende, maar verschillende zalen. De bovenste zaal was vroeger het balkon.
Dit is de grootste transformatie die de bioscoop ooit heeft ondergaan. Afgezien daarvan blijft de bioscoop vrijwel ongewijzigd wat betreft het volume, de lobby en de foyer op de bovenverdieping.

#### Arenberg
In 1987 verhuisde filmvertoner Cinélibre naar Cinéma des Galeries, dat werd opgekocht door de UGC-groep. Cinélibre doopte het gebouw om tot Arenberg-Galeries om de connectie aan te geven.
In 1993 werd het gebouw geklasseerd als monument voor zijn historische en artistieke waarde.
In 2005 werd de bioscoop omgedoopt tot Arenberg tout court.

#### Cinéma Galeries
Cinéma Arenberg sloot eind 2011 definitief zijn deuren, ondanks een petitie die meer dan 36.000 handtekeningen opleverde, omdat de uitbater Aventures geen huurverlenging meer had. Na 30 jaar werd Aventures vervangen door een nieuwe groep onder leiding van cineast Henri de Gerlache en voormalig gemeenteraadslid Henri Simons. De bioscoop werd omgedoopt tot "Cinéma Galeries", wat een nieuw, moderner project weerspiegelt.

## Architectuur en decoratie
De bioscoop werd gebouwd in een stijl die het midden houdt tussen Art Deco en Modernisme. Het onderscheidt zich door een subtiele mediterrane en romaanse decoratie: de mozaïekmotieven in de entree, de op elkaar gelegde tegels in de foyer, de nissen met zeemotieven in het trappenhuis, de roze, terracotta en ketelachtige tinten. De gebogen motieven van de decoratie van eind jaren 1940 zijn nog steeds overal aanwezig (hal, foyer, trappen, enz.).
De historische architecturale omgeving legde een aantal beperkingen op. De prestigieuze omgeving van de Galeries betekende dat de gevel gerespecteerd moest worden: de architect had slechts twee traveeën en de tussenstijl moest behouden blijven. Het resultaat was een prachtige entree met hoge bolle ramen, aan weerszijden geflankeerd door een kassa en een telefooncel. Oorspronkelijk bestond het plafond uit concentrische lichtgroeven, met het podiumframe precies in het midden. Een nieuw podiumframe met zuil en fronton en een vlak plafond kwamen ervoor in de plaats toen de ingang in 2005-2006 werd vernieuwd. De deuren zijn niet meer de originele, maar zijn identiek verbouwd.
In 1949 richtte Bonduelle het theater opnieuw in, in het blauw dat we nu kennen.
"Deze nieuwe bioscoop onderscheidt zich van alles wat er tot nu toe is gedaan in dit soort constructies door een heel bijzondere zoektocht naar modernisme en door een gelukkige toepassing van de allernieuwste innovaties, zowel op het gebied van projectie- en geluidstechnologie als op het gebied van de verfijning van het comfort en de veiligheid voor de toeschouwers" - La Cinégraphie belge.
De ondergrondse tunnels die werden gebruikt als schuilplaats in geval van een aanval tijdens de oorlog zijn nu een enorme tentoonstellingshal van meer dan 1000m2 geworden, gewijd aan tentoonstellingen van allerlei aard en privé-evenementen.

## Programmering

#### Arenberg bioscoop
De Arenberg vertoonde recente arthousefilms voor alle doelgroepen, in de originele versie met ondertitels, en zette zich in het bijzonder in voor de promotie van Europese films. De bioscoop was lid van het Europa Cinemas-circuit. Door deze kenmerken en de prestigieuze locatie in de Koninklijke Sint-Hubertusgalerijen was deze bioscoop de meest gesubsidieerde in Brussel.
De Arenberg vertoonde zelden avant-gardistische cinema (experimenteel, underground, gefilmde dagboeken of essays, of films die gewoon anders waren, ongewoon qua inhoud of vorm). Toch werd enkele avonden per maand een scherm opengesteld voor meer gedurfde werken in samenwerking met verenigingen. Daarnaast werden tijdens de zomer een aantal mini-retrospectieven georganiseerd en een tiental films die in België geen distributeur hadden, werden uit Parijs geïmporteerd. Dit zomerinitiatief werd en wordt nog steeds Écran Total genoemd.

#### Cinéma Galeries
De Cinéma Galeries biedt een gevarieerd programma dat voor iedereen toegankelijk is, van arthousefilms tot retrospectieven van de grootste onafhankelijke regisseurs en de nieuwste kaskrakers. De locatie is grotendeels gewijd aan auteursfilms uit de hele wereld, maar biedt ook een breed programma van tentoonstellingen gewijd aan onafhankelijke cinema en hedendaagse kunst. Tal van kunstenaars zoals Eric Baudelaire, Amos Gitai en David Lynch zijn uitgenodigd om hun werk hier te tonen. De Cinéma Galeries is een grote supporter van de Belgische cinema.
De bioscoop verkent de beeldcultuur in al haar vormen: cinema, animatie, beeldende kunst en webcultuur, en neemt de kijkers mee buiten de gebaande paden.
Er worden regelmatig matineevoorstellingen voor scholen georganiseerd om het jonge publiek kennis te laten maken met cinema.

## Festivals
De bioscoop organiseert het hele jaar door een aantal filmfestivals en biedt een frequent en gevarieerd programma.